# Пащенко Олексій Григорович
Па́щенко Олексі́й Григо́рович (нар. 15 жовтня 1869 року,  хутір Пащенки́, поблизу с. Білаші Миргородського повіту Полтавської губернії (нині Шишацький район Полтавської області, Україна) — пом. 9 листопада 1909 року, м. Калуга, Російської імперії) — визначний військовий діяч Російської імперії, генерал-майор артилерії.

## Біографія

Хутір Пащенки на карті 1857 року

Народився на хуторі Пащенки в сім'ї збіднілого дворянина козацького походження Григорія Івановича Пащенка. Рідний брат Пащенків Василя Григоровича, Івана Григоровича та Євгена Григоровича.
Закінчив Петровський Полтавський кадетський корпус і Михайлівське артилерійське училище в Петербурзі. 
Службу розпочав на Кавказі командиром гренадерської артилерійської бригади. Під час російсько-японської війни командував батареєю Східно-Сибірської артилерійської бригади. За вміле керівництво і особисту хоробрість нагороджений трьома орденами та золотою зброєю. Всього за військову кар'єру мав 7 орденів і 3 медалі. Після припинення бойових дій на японському фронті командував артилерійською бригадою, дислокованою в Калузі. 
Раптово помер від застуди. 
Був похований на батьківській садибі. В 1978 р. останки перезаховані на центральному цвинтарі с. Сагайдак. У с. Сагайдак йому встановлено пам'ятник.
Нагороджений орденами Св. Анни 3-го (1902) та 1-го ст. (24.11.1915); Св. Станіслава 2-го (1905) та 1-го ст. (18.02.1915); Св. Володимира 3-го ст. (1911); Святого Георгія IV класу (13.02.1905).